# 703 Ноемі
703 Ноемі (703 Noëmi) — астероїд головного поясу, відкритий 3 жовтня 1910 року.
Тіссеранів параметр щодо Юпітера — 3,672.